# Сила, Эрнестина
Эрнестина Сила́ (порт. Ernestina Silá, также известная как Титина Сила (порт. Titina Silá), вариант написания фамилии: Силла (порт. Silla), 1943 — 30 января 1973) — национальная героиня Гвинеи-Бисау, революционерка, участница национально-освободительной борьбы против португальского владычества, член Африканской партии независимости Гвинеи и Кабо-Верде (ПАИГК). Убита в столкновении с португальскими военными по пути на похорон убитого накануне лидера ПАИГК Амилкара Кабрала. В память о ней, 30 января 2003 года был учреждён «Национальный день женщин Гвинеи-Бисау» (порт. Dia Nacional da Mulher Guineense).

## Биография
Была завербована в движение Жуаном Бернарду Виейрой, который поручил ей распространять нелегальную литературу и поддерживать связь с местным крестьянством.  В 1962 году она одной из первых женщин присоединилась к Африканской партии независимости Гвинеи и Кабо-Верде (ПАИГК) незадолго до начала войны за независимость Гвинеи-Бисау. Несмотря на мольбы матери, она сбежала из дома и присоединилась к партизанам в Кубукаре, где прошла боевую подготовку и приступила к своим первым боевым вылазкам. Благодаря своему «радостному» нраву Сила быстро стала «одной из самых любимых лидеров революции», превратившись в «знаковую женщину-бойца».  В1964 году Сила приняла участие в первом партийном съезде ПАИГК.
Для прохождения обучения медсестринскому делу Силу отправили за границу — в Советский Союз. В 1965 году она вместе со своей подругой Кармен Перейрой прибыла в столицу Украинской Советской Социалистической Республики Киев —учиться в Киевском педагогическом институте. Прочитанные на русском лекции сперва переводились на испанский, который Перейра переводила на португальский и креольский язык Гвинеи-Бисау; наконец, Сила переводила записи для местных коллег-медсест урок на язык баланте.
По возвращении Перейра и Сила стали ведущими фигурами движения за независимость. Сила была направлена в самую горячую точку войны на северный фронт, сгде она отвечала за здравоохранение в регионе.  Она быстро поднялась по служебной лестнице, став помощницей командующего фронтом, для которого организовала тренировочный лагерь ополчения. Затем она была назначена политическим комиссаром северного региона, что возложило на неё ответственность за социальные реформы и политическое образование в этой области. Она редко покидала фронт, делая это только для участия в конференциях ПАИГК, официальных визитах или заседаниях Высшего совета по борьбе (Comité Superior de Luta), в который она вошла в 1970 году (они с Кармен и Франсиской Перейре были единственныими женщинами из его 75 членов). Затем она познакомилась и вышла замуж за товарища по борьбе, командующего Революционными вооруженными силами народа (ФАРП) Мануэла Н'Дигна, от которого у неё было двое детей; старшая умерла в младенчестве в 1972 году. Обеспокоенная судьбой дочери Эвы, Сила отдала ее на попечение бабушки в безопасную зону Боке .
Получив известие о смерти лидера ПАИГК Амилкара Кабрала, Сила направилась в Гвинею-Конакри, чтобы присутствовать на похоронах.  В конце января 1973 года при переправе через реку Фарим отряд Силы попал в засаду, устроенную португальским патрулем, и сама Сила получила огнестрельные ранения. Кубинский врач попытался спасти её, но она упала в реку и утонула, так как не умела плавать. Остальным членам её отряда удалось бежать. В следующем году Гвинея-Бисау провозгласила независимость, которая официально была признана после Революции гвоздик в Португалии.  Останки Силы были перевезены в Бисау и захоронены в Форталеза-де-Сан-Жозе-да-Амура, недалеко от мавзолея Амилкара Кабрала.